# Monique Covét
Monique Covét (nacida como Mónika Visi; Budapest, 14 de julio de 1976) es una actriz pornográfica y modelo de glamour húngara.
Monique Covét inició su carrera en el cine pornográfico hardcore casi por accidente. Tras llegar a París para lo que creía ser otra serie rutinaria de sesiones de modelaje, su agente no la recomendó formalmente para un casting de Private Media, donde conoció al director y actor francés de cine pornográfico, Pierre Woodman. "Me ofrecieron un papel de liderazgo de inmediato, ya que me dijo que tenía calidad de estrella", dijo. "..? Yo soy el tipo de persona que trata de todo una vez Todo el mundo fue muy amable conmigo pensé que si esta es la situación, ¿por qué no intentarlo".